# Megacyllene punensis
Megacyllene punensis là một loài bọ cánh cứng trong họ Cerambycidae.